# Гавриил (Рафтопулос)
Митрополи́т Гаврии́л Рафто́пулос (греч. Μητροπολίτης Γαβριήλ Ραυτόπουλος; род. 1957, Афины) — епископ Александрийской православной церкви, митрополит Леонтопольский, ипертим и экзарх второй Августамники и Красного моря.

## Биография
Окончил Богословскую школу Афинского университета.
В 1981 году был рукоположен во диакона, а в 1984 году — во пресвитера. Служил в Афинах, в Серре, а также в Хозяйственной службе Священного Синода Элладской Православной Церкви.
В 1990 году перевёлся в клир Александрийского Патриархата, где служил протосинкеллом Зимбабвийской митрополии и патриаршим экзархом в Русском представительстве Александрийской Церкви.
В июне 2005 года был назначен патриаршим представителем в Александрии.
1 ноября 2006 года решением Священного Синода Александрийского Патриархата был избран титулярным епископом Мареотидским, викарием Папы и Патриарха Александрийского и всей Африки.
4 ноября того же года в Александрийском соборе святого Саввы Освященного поставлен во епископа Мареотидского. Хиротонию совершили: Патриарх Александрийский Феодор II, старец-митрополит Мемфисский Павел (Лингрис), митрополит Закинфский Хризостом (Синетос), митрополит Кампальский и Угандский Иона (Лванга), митрополит Йоханесбургский и Преторийский Серафим (Киккотис), митрополит Нигерийский Александр (Яннирис), митрополит Карфагенский Алексий (Леонтаритис), митрополит Зимбабвийский Георгий (Владимиру), митрополит Еромопольский Николай (Антониу), митрополит Иринопольский Димитрий (Захаренгас), митрополит Центральноафриканский Игнатий (Манделидис), митрополит Камерунский Григорий (Стергиу), епископ Букобский Иероним (Музейи), епископ Замбийский Иоаким (Кондовас) и епископ Ганский Дамаскин (Папандреу).
15-17 ноябре 2010 года принял участие в работе VI Международной богословской конференции Русской Православной Церкви «Жизнь во Христе: христианская нравственность, аскетическое предание Церкви и вызовы современной эпохи», где рассказал о проповеди Александрийской Церкви в Африке, среди народов, которые ничего не знали ни о христианстве, ни о европейской культуре: «В Африке мы должны были сконцентрироваться больше на активности Церкви, а не на философии и богословии. Мы должны были научить людей Христу, распятому и воскресшему».
21 ноября 2012 года был избран митрополитом Леонтопольским, ипертимом и экзархом второй Августамники и Красного моря.
21 декабря того же года в соборе Святого Мины в Исмаилии состоялась его интронизация, которую возглавил Патриарх Феодор II.
17 февраля 2013 года представлял Александрийскую православную церковь на торжествах по случаю интронизации Антиохийского Патриарха Иоанна X.
C декабря 2013 года по ноябрь 2014 года временно управлял Пилусийской митрополией.
24 ноября 2015 года в знак высокой оценки деятельности митрополита Гавриила он был удостоен титула «Патриаршего генерального эпитропа».